# 柳津駅 (岐阜県)
柳津駅（やないづえき）は、岐阜県岐阜市柳津町梅松一丁目にある、名古屋鉄道竹鼻線の駅である。駅番号はTH02。

## 歴史
以前の柳津駅は、柳津町宮東1丁目77に設置されていた。カーブしている場所に駅のホームを建設したため、ホームは大きく湾曲しており、ホームと電車の間に隙間（特に3扉車の中央のドアからは隙間が40cm程あった）が開いていた。これに注意を促すアナウンスが流れていたほか、転落検知マットも4両編成分全ての長さに渡って設置されていた。
しかし、ホームへの転落防止の安全対策と利便性向上の理由から、2008年（平成20年）6月29日に230m東（西笠松駅寄り）へ移設された。移転当初は歩行者・通行者のみ通行可能な広い空間となっていたが、のちに岐阜市により駅前の整備が行われ、ロータリー、駐輪場が設置された。また、竹鼻線の駅では唯一未導入であったトランパスを移設と同時に導入され、駅集中管理システムにより無人駅として営業されている。
なお、移転に伴い当駅との間の運賃が安くなる区間が生じた。その場合には運賃を値下げすると共に定期券・回数券は無手数料で払戻が行われている。逆に当駅と新羽島駅との間の駅においては運賃が高くなる区間も生じたが、この場合は運賃は据え置きとされているが、2024年3月16日に本来の駅位置で運賃が改正された。
旧駅跡地は大部分が歩行者・自転車専用道路に転用された。

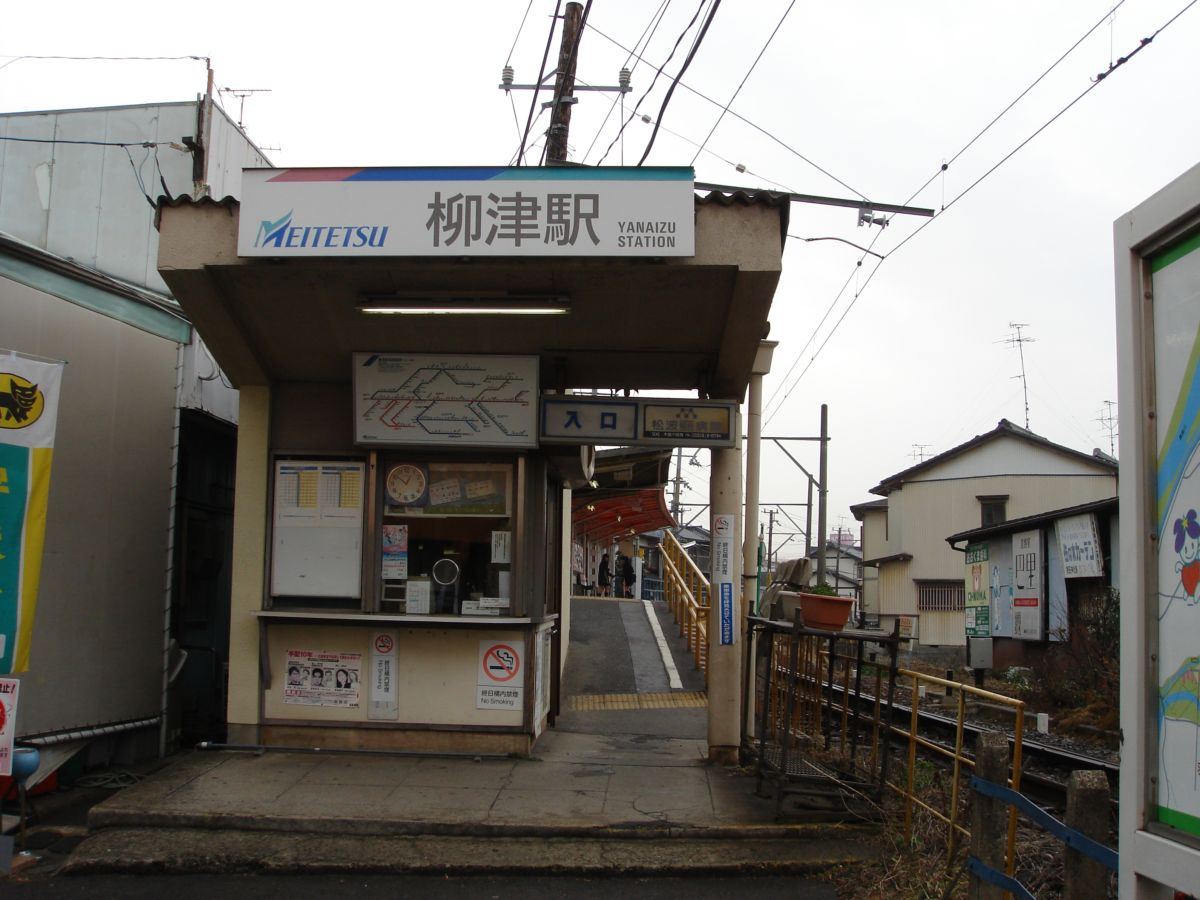
移設前の柳津駅駅舎
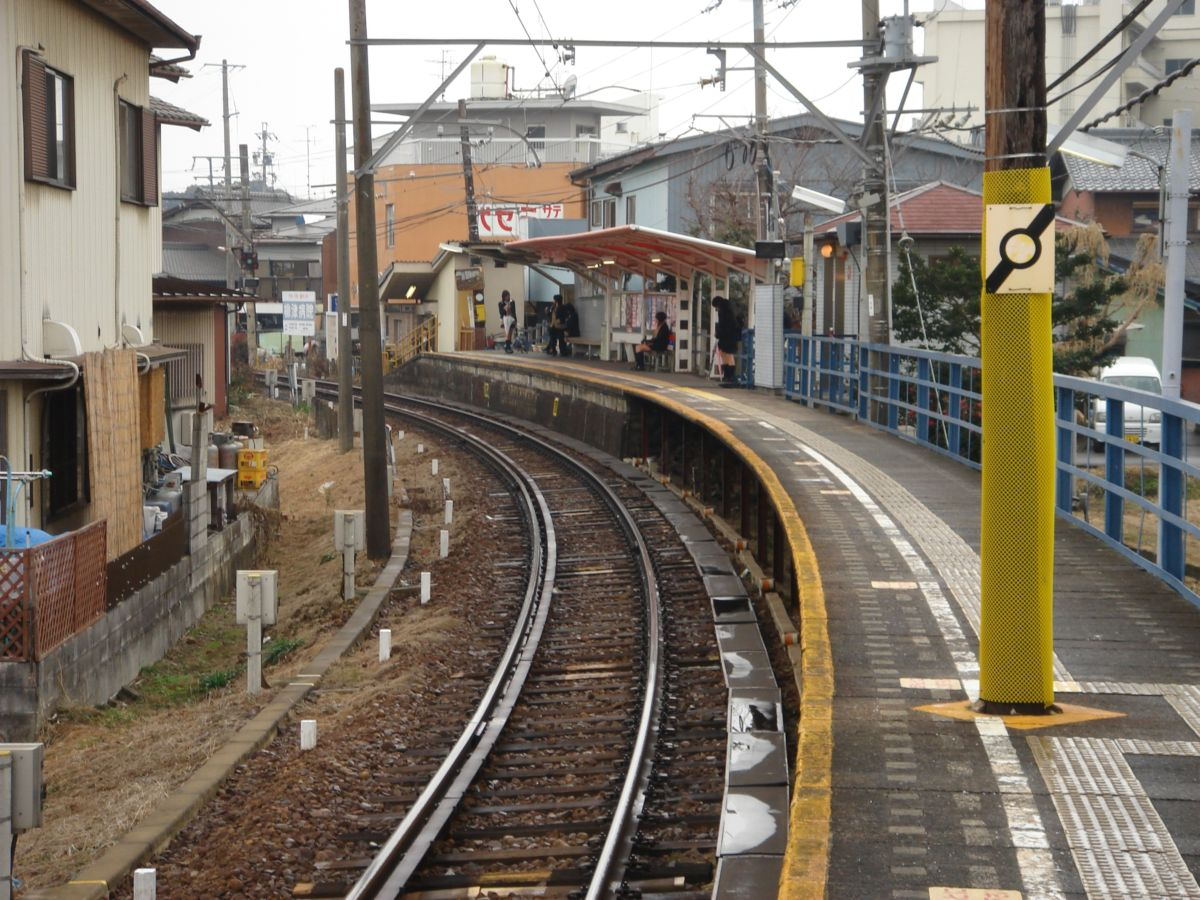
移設前の柳津駅構内
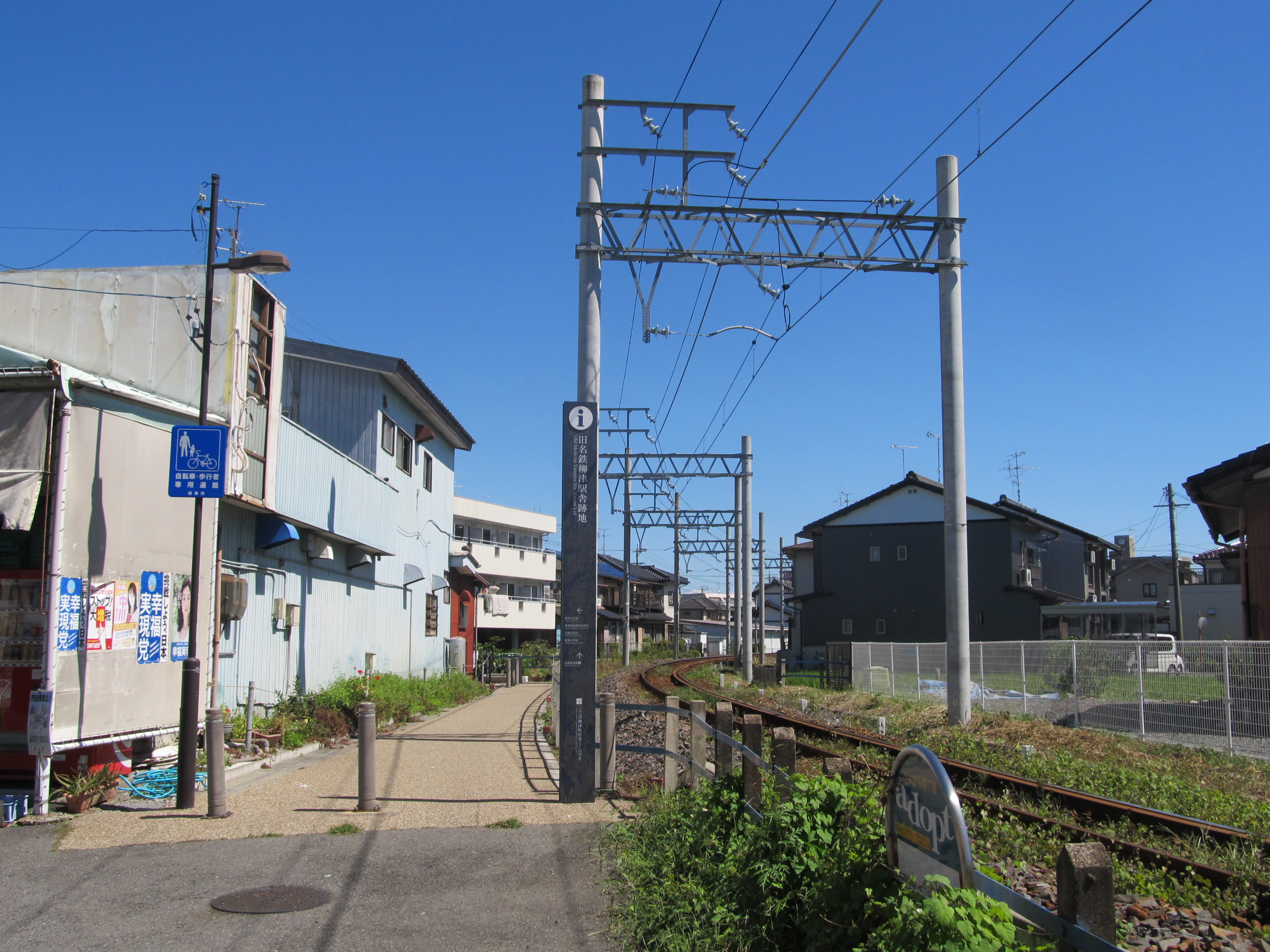
歩道として整備された旧駅跡地

### 年表
- 1921年（大正10年）6月25日 - 西柳津駅として開業。
- 1953年（昭和28年）2月1日 - 柳津駅に改称。
- 2008年（平成20年）6月29日 - 現在地へ移転するとともに無人駅化。
- 2011年（平成23年）2月11日 - ICカード乗車券「manaca」供用開始。
- 2012年（平成24年）2月29日 - トランパス供用終了。
- 2024年（令和6年）3月16日  - 同日に施行された運賃改定により、2008年の駅移転以来設定されていた特定運賃が廃止され、営業キロに基づく通常の運賃となる[1]。

## 駅構造
単式1面1線ホームを持つ地上駅で、駅集中管理システムが導入された無人駅である。ホームは笠松方を向いて右側にあり、改札口付近には自動券売機（通勤manaca定期券（新規・継続）および通学manaca定期券（継続のみ）の購入も可能。ただし、名鉄ミューズカードでの決済は7:00～22:00の間に限られる。）および自動精算機（ICカードのチャージ等も可能）を1台ずつ備えている。

### のりば
| 路線      | 方向 | 行先               |
| --------- | ---- | ------------------ |
| TH 竹鼻線 | 下り | 竹鼻・新羽島方面   |
| TH 竹鼻線 | 上り | 笠松・名鉄岐阜方面 |

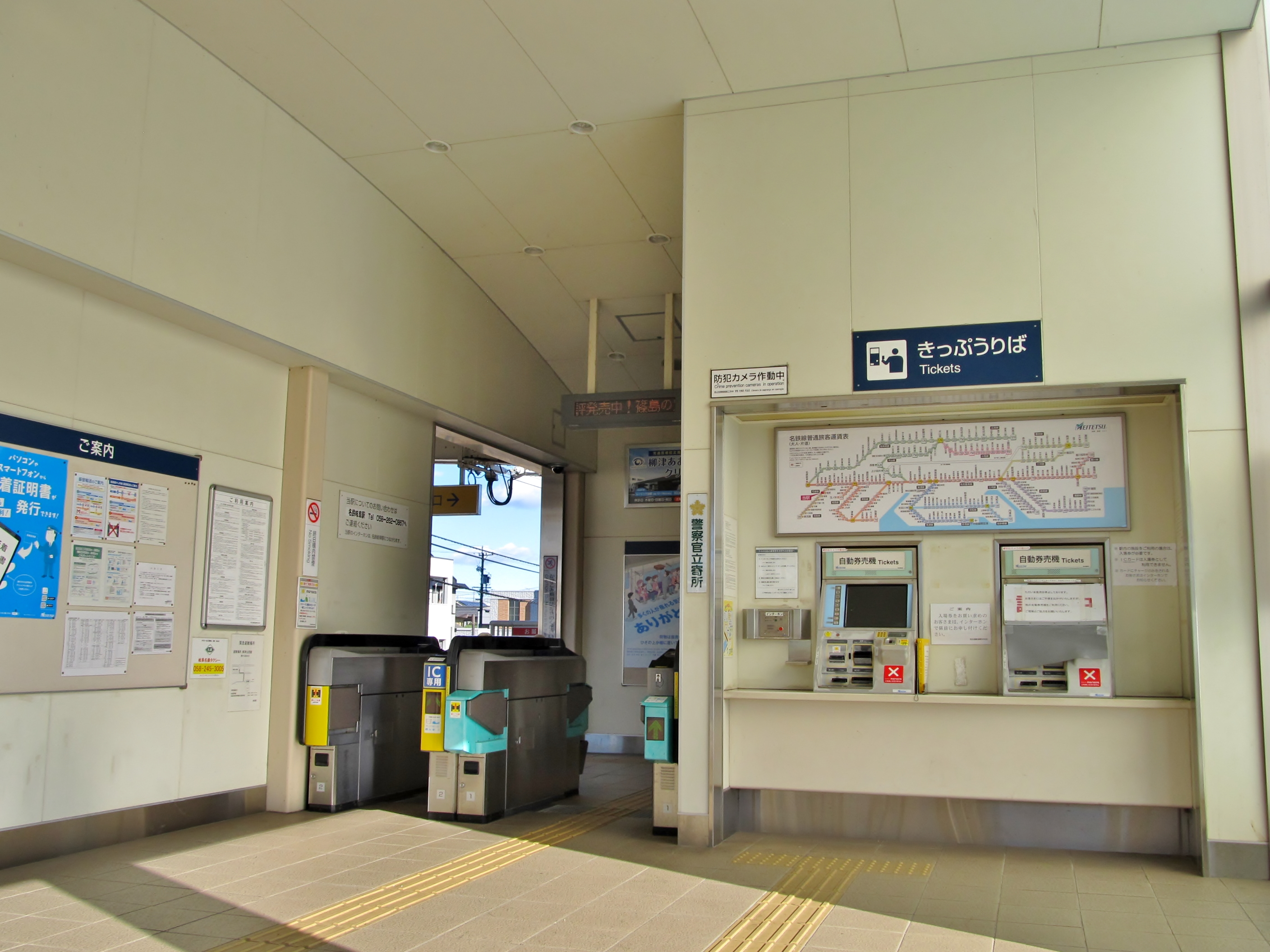
改札口
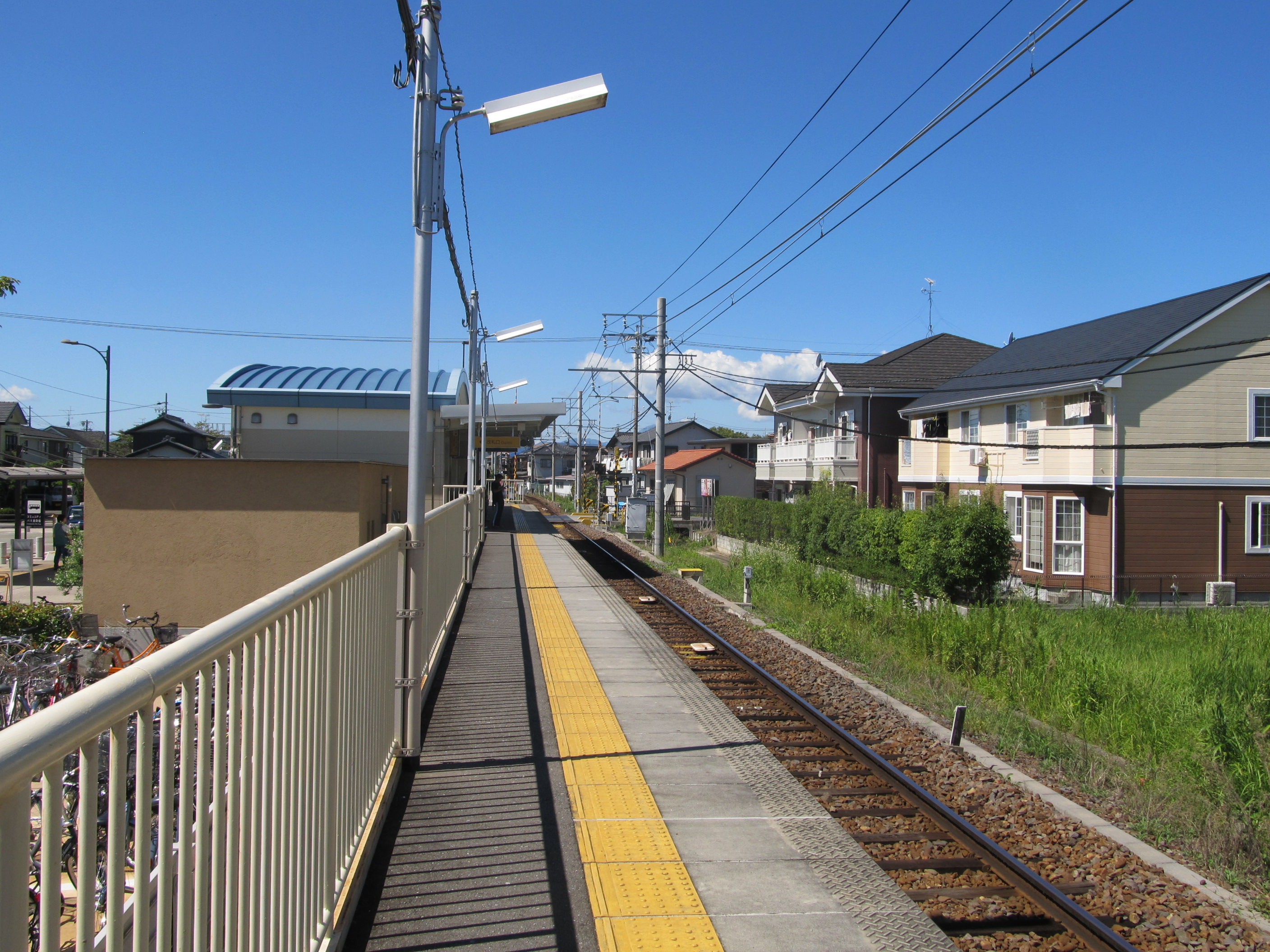
ホーム
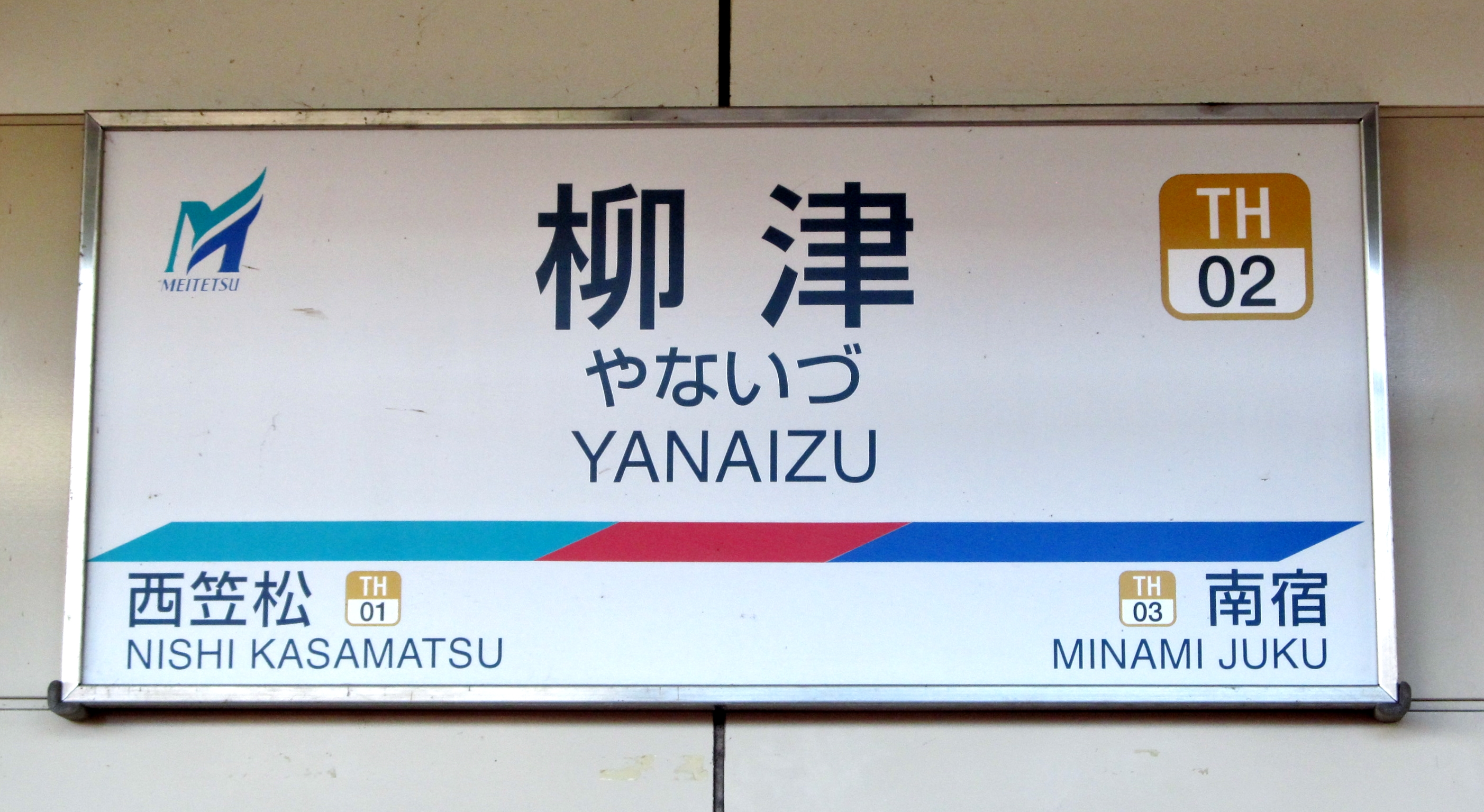
駅名標

### 配線図
| ← 新羽島方面 | 柳津駅 構内配線略図 | → 笠松・ 岐阜方面 |
| 凡例 出典:   |                     |                   |

## 利用状況
- 『名鉄120年：近20年のあゆみ』によると2013年度当時の1日平均乗降人員は3,435人であり、この値は名鉄全駅（275駅）中123位、竹鼻線・羽島線（10駅）中2位であった[5]。
- 『名古屋鉄道百年史』によると1992年度当時の1日平均乗降人員は1,924人であり、この値は岐阜市内線均一運賃区間内各駅（岐阜市内線・田神線・美濃町線徹明町駅 - 琴塚駅間）を除く名鉄全駅（342駅）中176位、竹鼻線・羽島線（16駅）中5位であった[6]。

名鉄社史および移動等円滑化取組報告書による一日平均乗降人員の推移は以下の通りである。
| 年度               | 一日平均 乗降人員 | 備考  |
| ------------------ | ----------------- | ----- |
| 1992（平成04）年度 | 1924              | [ 6 ] |
| …                  |                   |       |
| 2013（平成25）年度 | 3435              | [ 5 ] |
| …                  |                   |       |
| 2019（令和元）年度 | 4199              | [ 7 ] |
| 2020（令和02）年度 | 3103              | [ 8 ] |
| 2021（令和03）年度 | 3372              | [ 9 ] |

## 駅周辺
- 岐阜市柳津地域事務所（旧・柳津町役場）
- 岐阜県立羽島北高等学校
- カラフルタウン岐阜
- イオン柳津店
- 岐阜羽島警察署
- 聖徳自動車学園

### バス
境川らくちゃんバス
- カラフルタウン・くまざき内科・天野・岐阜聖徳学園大学・高桑コミュニティ会館方面行き（赤ルート）
- 松波総合病院・笠松病院/地域包括支援センター境川・カネスエ中鶉店・中佐波方面行き（青ルート）

※ どちらのルートも、日曜・祭日は運休する。

## 隣の駅
名古屋鉄道
TH 竹鼻線
西笠松駅（TH01） - 柳津駅（TH02） - 南宿駅（TH03）
- 西笠松駅 - 柳津駅の間には、東須賀駅、東柳津駅が存在した。